# SpaceX Crew-3
SpaceX Crew-3 è la terza missione operativa con equipaggio di una navicella spaziale Crew Dragon e il quinto volo orbitale con equipaggio (includendo le missioni Demo 2, dimostrativa, e Inspiration4, turistica-privata). Il lancio è avvenuto l'11 novembre 2021 dopo alcuni slittamenti. La navetta Crew Dragon Endurance, nel suo primo volo, ha attraccato alla Stazione spaziale internazionale il giorno successivo al lancio alle 02:10 ore italiane. Il rientro è avvenuto il 6 maggio 2022.

## Equipaggio
Il comandante è Raja Chari, astronauta NASA e ex pilota collaudatore dell'USAF al primo volo spaziale mentre il veterano Thomas Marshburn con due missioni spaziali alle spalle occupa il ruolo di pilota. Gli specialisti di missione sono l'astronauta ESA Matthias Maurer e l'astronauta NASA, Kayla Barron, entrambi al primo volo.
L'astronauta tedesco Matthias Maurer, dell'Agenzia Spaziale Europea, è stato selezionato nel settembre 2020, mentre gli astronauti NASA Raja Chari e Thomas Marshburn sono stati aggiunti all'equipaggio a dicembre 2020. A maggio 2021 è stato assegnato a Kayla Barron il ruolo di quarto ed ultimo astronauta.
Chari ha avuto come primo incarico il comando di una missione NASA, e questo non avveniva dalla missione Skylab 4, nella quale Gerald Carr è stato selezionato come comandante della stazione spaziale Skylab nel 1973. La missione aveva un equipaggio di tre astronauti, che hanno trascorso 84 giorni nello spazio. Anche per Maurer e Barron la Crew-3 è stata la prima missione spaziale.
| Ruolo                     | Equipaggio                                         | Equipaggio                                         |
| ------------------------- | -------------------------------------------------- | -------------------------------------------------- |
| Comandante                | Raja Chari, NASA Expedition 66/67 Primo volo       | Raja Chari, NASA Expedition 66/67 Primo volo       |
| Pilota                    | Thomas Marshburn, NASA Expedition 66/67 Terzo volo | Thomas Marshburn, NASA Expedition 66/67 Terzo volo |
| Specialista di missione 1 | Matthias Maurer, ESA Expedition 66/67 Primo volo   | Matthias Maurer, ESA Expedition 66/67 Primo volo   |
| Specialista di missione 2 | Kayla Barron, NASA Expedition 66/67 Primo volo     | Kayla Barron, NASA Expedition 66/67 Primo volo     |

## Missione
Il lancio della terza missione operativa di SpaceX, nell'ambito del Commercial Crew Program, era inizialmente previsto per il 31 ottobre 2021, ma è stata rimandato inizialmente al 3 novembre a causa di condizioni meteorologiche avverse nell'oceano Atlantico, e successivamente al 7 novembre 2021 a causa di un lieve problema medico di un astronauta. Le condizioni meteo hanno nuovamente causato un ritardo, spostando la data del lancio al 9 novembre 2021.
La NASA ha deciso di far rientrare l'equipaggio della missione Crew-2 prima del lancio della Crew-3. La missione Crew-2 si è sganciata dalla stazione l'8 novembre ed è ammarata il giorno successivo, mentre l'equipaggio Crew-3 è stato lanciato dalla base di Cape Canaveral l'11 novembre alle 02:03 UTC.

### Rientro
Anche il ritorno a Terra della Crew-3 è stato rinviato più volte, da aprile ai primi di maggio 2022. La navetta si è sganciata dalla Stazione Spaziale Internazionale il 5 maggio e l'ammaraggio è avvenuto il giorno successivo dopo che gli astronauti hanno trascorso 176 giorni nello spazio.

## Galleria d'immagini

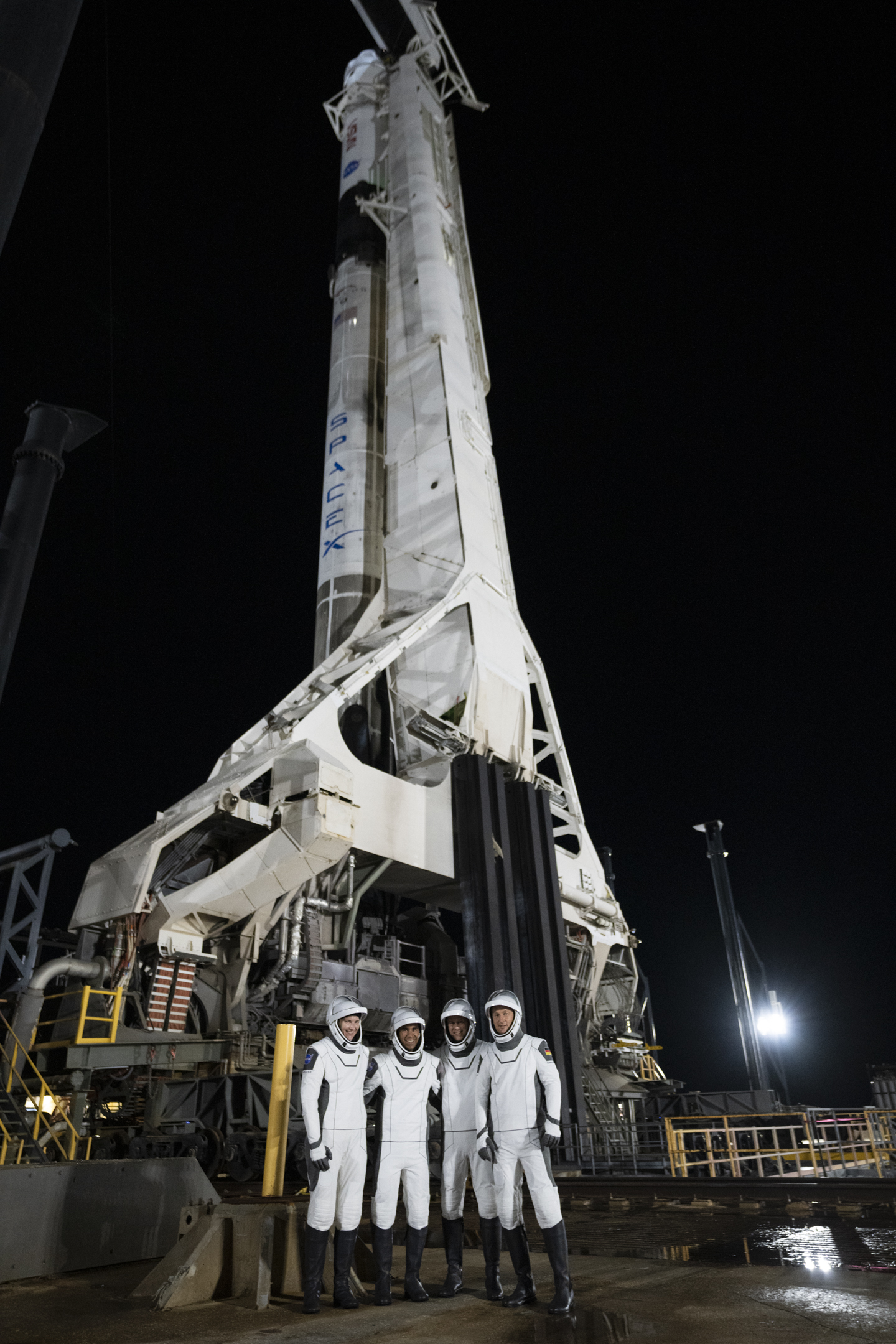
Gli astronauti della missione Crew-3 Missione SpaceX Crew-2 durante la prova generale del lancio
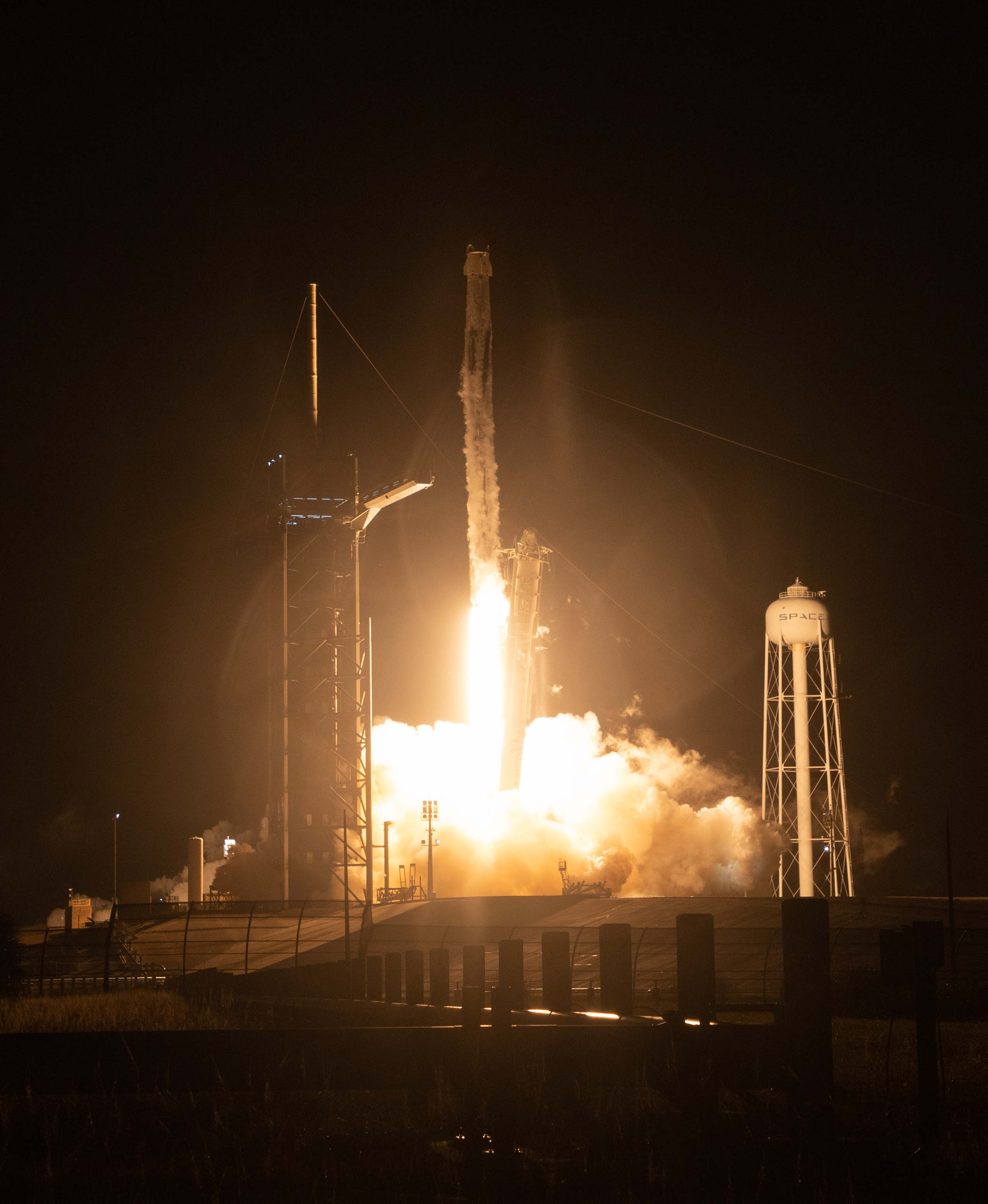
Il lancio della navetta Endurance dalla piattaforma 39A del Kennedy Space Center
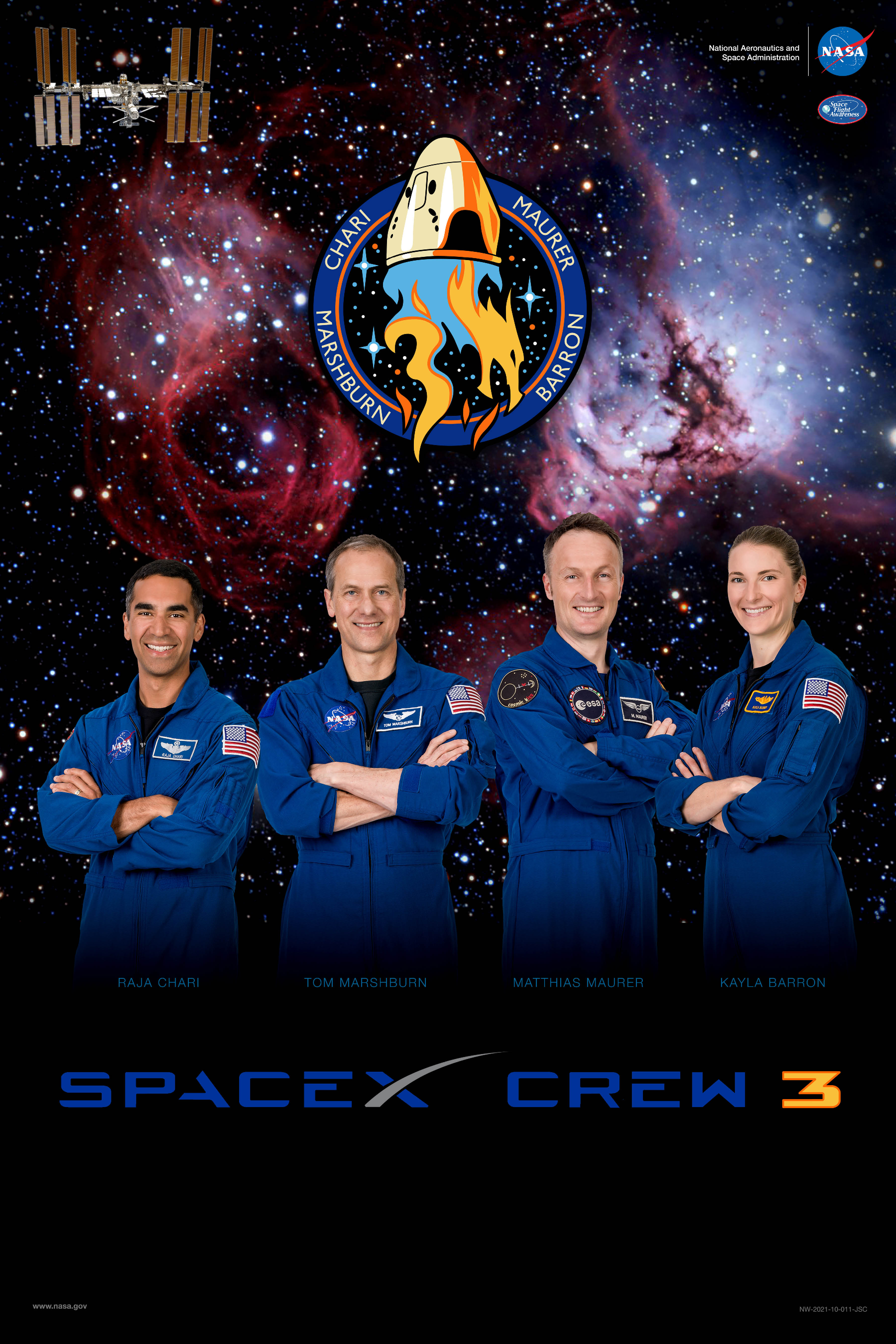
Poster promozionale della missione
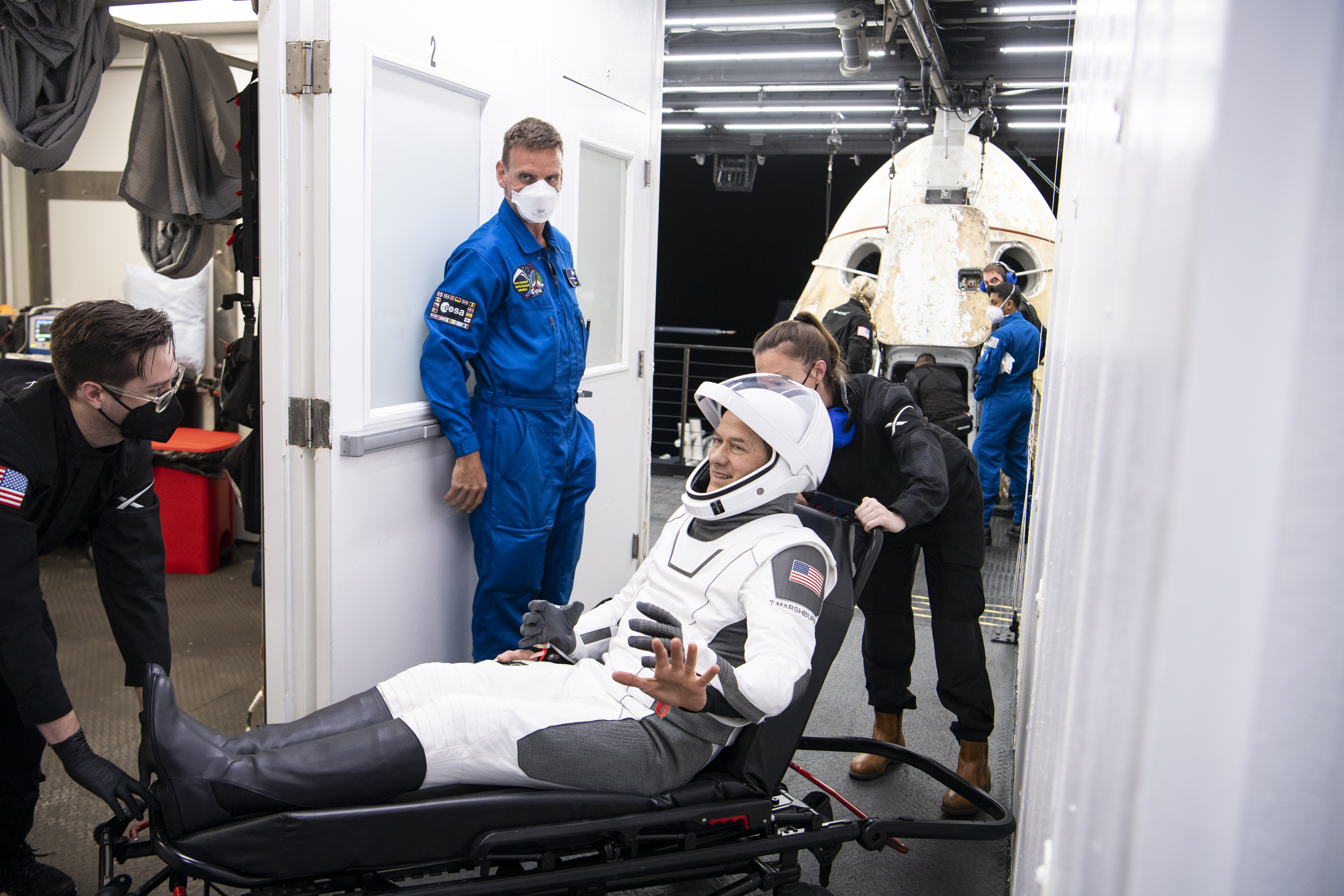
L'astronauta Marshburn dopo l'ammaraggio